# Gentiana Ismajli
Gentiana (Genta) Ismajli (ur. 12 kwietnia 1984 w Gnjilanem) – kosowska piosenkarka i aktorka, zwyciężczyni na festiwalu muzycznym Kënga Magjike w 2005.

## Życiorys
Gdy Gentiana miała kilka miesięcy, przeniosła się z rodziną do Chicago, jednak w wieku 19 lat wróciła do Kosowa. W 2006 ponownie wyjechała do Stanów Zjednoczonych.
Brała udział w festiwalu muzycznym Kënga Magjike w latach 2005 i 2014. Przeniosła się do Turcji.

## Dyskografia[1]

### Albumy
| Rok  | Album              |
| ---- | ------------------ |
| 2004 | Mos me shiko       |
| 2005 | Më e fortë jam unë |
| 2006 | Possesiv           |
| 2008 | Zero zero          |
| 2010 | Planet me          |
| 2011 | Guximi             |

### Teledyski
| Rok  | Teledysk       |
| ---- | -------------- |
| 2011 | Pa ty          |
| 2011 | Guximi         |
| 2011 | Kuq e zi       |
| 2013 | E kam provuar  |
| 2014 | Anuloje        |
| 2015 | Feel           |
| 2015 | Shkurt e Shqip |
| 2015 | Kishe          |
| 2016 | Shake it       |
| 2016 | Squat Baby     |
| 2017 | Do du me t'pa  |
| 2017 | Dy dashni      |
| 2018 | Zemra thyhet   |
| 2018 | Papi           |
| 2019 | Zjarr          |
| 2020 | Ça me bo       |
| 2021 | Level Up       |
| 2022 | Bad Bitch      |

## Życie prywatne
Była w związku z muzykiem Milotem Binaku, jednak para się rozwiodła. Zaręczyła się następnie z Turkiem Hysenem Ustą.